# 蒂法尼鎮區 (北達科他州埃迪縣)
蒂法尼鎮區（英語：Tiffany Township）是位於美國北達科他州埃迪縣的一個鎮區。

## 地方資料
蒂法尼鎮區的面積為93.56平方千米，當中陸地面積為93.08平方千米，而水域面積為0.48平方千米。根據2020年美國人口普查的數據，當地共有人口25人，而人口密度為每平方千米0.27人。